# C'è sempre un motivo (singolo Adriano Celentano)
C'è sempre un motivo è un brano di Adriano Celentano, usato come title track per l'omonimo album uscito il 12 novembre 2004.

## Descrizione
Il brano, scandito per tutta la sua durata da un unico motivo ripetitivo in sottofondo, presenta tre strofe intervallate da due ritornelli e, in chiusura, una coda strumentale lunga quasi un minuto e mezzo.
L'autore del testo è Carlo Mazzoni.